# Gastrophysa cyanea
Gastrophysa cyanea är en skalbaggsart som beskrevs av F. E. Melsheimer 1847. Gastrophysa cyanea ingår i släktet Gastrophysa och familjen bladbaggar. Inga underarter finns listade i Catalogue of Life.